# Vosbergen (Heerde)
Vosbergen is een woonwijk in het oosten van de Nederlandse plaats Heerde (provincie Gelderland).
De wijk Vosbergen ligt vlak bij het kasteel Vosbergen. De wijk heeft relatief gezien veel rijenhuizen, die dateren uit de jaren zeventig en begin jaren tachtig. Midden in de wijk lag een basisschool. Op deze plek zijn in 2021 nieuwe woningen gerealiseerd. Aan de oostrand van de wijk ligt de sporthal 'de Faberhal' in een grote groenstrook. Net ten noorden van de wijk ligt een klein openbaar bosgebied.